# لندی کوتل
لندی کوتل (به انگلیسی: Landi Kotal) یک شهر در پاکستان است که در پاکستان واقع شده‌است. لندی کوتل ۱٬۰۷۲ متر بالاتر از سطح دریا واقع شده‌است.